# Бауэр, Хинко
Хинко Бауэр (хорв. Hinko Bauer; xîːŋko bǎuer; 1908, Триест — 12 января 1986) — югославский хорватский архитектор еврейского происхождения

## Биография
Родился в 1908 году в Триесте (ранее Австро-Венгрия, ныне Италия). В детстве переехал в Риеку, окончил университет Риеки по специальности «архитектура». Работал в мастерской архитектора арт-нуво Рудольфа Любиньского. В 1931 году устроился работать в студии Златко Нойманна, с 1936 и до начала Второй мировой работал у Марияна Хаберле. В 1943 году Хинко вступил в партизанское движение. Через год он был схвачен и брошен в концлагерь Дахау, но дожил до конца войны. В Загреб вернулся в 1954 году, основав собственную студию «Бауэр».
Известен благодаря своим архитектурным работам:
- Студенческий центр Загребского университета, известный ранее как «Загребский збор», на Савской улице (проект Бауэра и Хаберле выиграл конкурс);
- Здание Народного университета Загреба на Кордунской улице;
- Загребская клиническая больница «Йордановац», занимающаяся лечением заболеваний лёгких на улице Йордановац[4][5].

Скончался 12 января 1986 в Загребе. Похоронен на кладбище Мирогой